# Heinrich Sutermeister

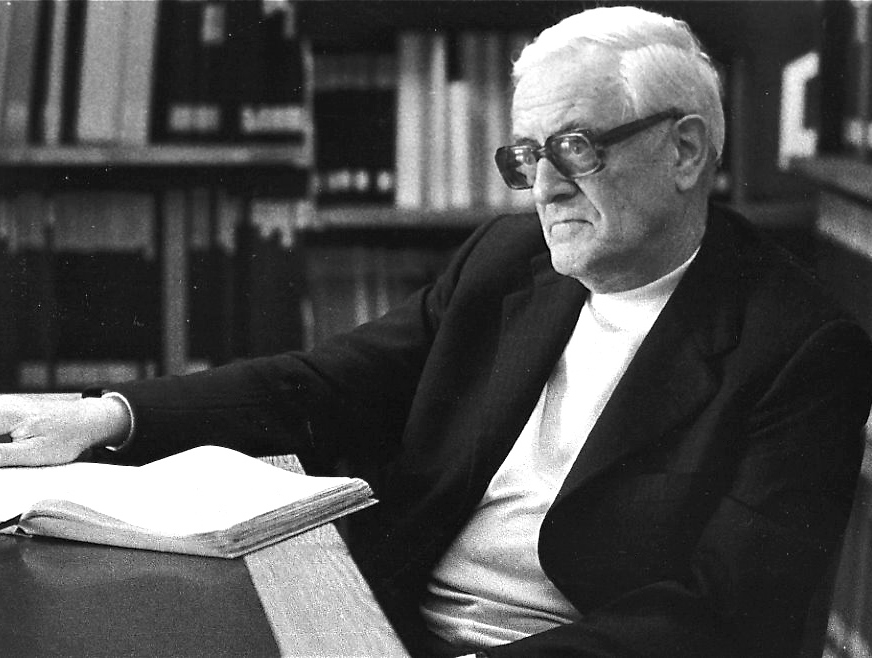
Heinrich Sutermeister (1982)

Heinrich Sutermeister (Feuerthalen, Suiza, 12 de agosto de 1910 - Morges, Suiza, 16 de marzo de 1995) fue un compositor suizo de ópera del siglo XX. 

## Biografía

### Juventud
Nació el 12 de agosto de 1910 en una familia suiza-alemana que practicaba la música amadora. Su familia vivía en ese momento en el pueblo de Feuerthalen, en el cantón de Zúrich. Heinrich Sutermeister recibió su primeras clases de piano a la edad de 9 años. Su padre Friedrich Sutermeister-Hunziker (1873 - 1934), un pastor protestante y nieto del escritor Otto Sutermeister, dio mucha atención al aprendizaje musical de su hijo, por eso lo inscribió en la Escuela de Música (Musikschule) de Basilea, donde comenzó a estudiar armonía.

### El surgimiento de una vocación
En 1929, emprendió estudios universitarios de filología romana y germánica. En este período hizo un viaje a París para seguir un curso de historia de la música en la Sorbona por André Piro. También se dirigió al Opera-Comique, donde descubrió la obra de Maurice Ravel y Claude Debussy y asistió al Groupe des Six ("Grupo de los Seis") formado por Jean Cocteau, Darius Milhaud, Georges Auric, Arthur Honegger, Germaine Tailleferre, Francis Poulenc y Louis Durey. 

### Estudios y carrera musical
En 1931 salió de Suiza para continuar sus estudios en la Münchner Akademie der Tonkunst. Al llegar a Múnich, Walter Courvoisier y después Gustave Geierhaas le enseñaron la armonía y el contrapunto; y Hugo Röhr le enseñó dirigir el orquesta. Pero fueron Werner Egk y Carl Orff quienes tendrán mayor influencia en él. Siguió un período de composición (de 1932 a 1934) en el que surgieron las Douze inventions ("Doce invenciones") para piano, así como las Six mélodies ("seis melodías") barrocas para tenor, coro femenino y tres instrumentos de viento que le permitieron ganar el primer premio del concurso organizado por el "estudio radiofónico" de Munich. En otoño de 1934 obtuvo el puesto de tutor (répétiteur) en la ópera de Berna, cargo que ocupa hasta 1935, cuando decidió dedicarse por entero a la composición. De esta época nacen el oratorio de cámara Jorinde et Joringel, un ballet-pantomima llamado Le village sous le glacier ("El pueblo bajo el glaciar") y un divertimento titulado Divertimento pour orchestre à cordes ("Divertimento para orquesta de cuerdas"). 
En verano de 1936, Radio Berne creó la primera ópera radiofónica (Funkoper) que se tituló Die Schwarze Spinne ("La Araña Negra"). Esta ópera fue representada en escenario trece años más tarde. Durante el invierno de 1936 - 1937, trabajó en la cantata "Andreas Gryphius" que ganó el primer premio en el coro Häusermann. Después de un viaje a Verona, decidió a escribir una ópera dedicada a Romeo y Julieta que completará en 1939 y que será interpretada por la Ópera de Dresde bajo la dirección de Karl Böhm. A partir de ese tiempo, Sutermeister comenzó a realizarse principalmente como compositor dramático, y durante el invierno de 1941, compuso una segunda ópera, Die Zauberinsel ("La Isla del Encanto"), de acuerdo con el texto La tempestad de William Shakespeare. 
Regresó a Suiza, a Vaux-sur-Morges, y compuso su "Primer concierto para piano", y una cuarta ópera, Raskolnikoff, baseado en la obra Crimen y castigo de Fiódor Dostoyevski, con texto de su hermano Peter Sutermeister, representado por primera vez el 14 de octubre de 1948 en la Ópera Real de Estocolmo, Suecia. 
Siguió un período de reflexión y de composición del que surgieron en 1953 el Requiem, que fue representado en Milán bajo la dirección de Herbert von Karajan. En 1955 y 1959, creó sus primeras dos bandas sonoras: Louis II de Bavière ("Luis II de Baviera") y L'Homme qui ne pouvait pas dire non ("El hombre que no podía decir no"). 
De 1963 a 1975, fue profesor de composición en la Hochschule für Musik de Hanóver. Entre 1960 y 1980 escribió las óperas Seraphine, Le Fantôme de Canterville ("El fantasma de Canterville") , La Croisade des enfants ("La Cruzada de los Niños"), Madame Bovary, Le Roi Bérenger ("El Rey Berenger"), muchos coros a capella, obras de música de cámara y cantatas, incluida la Ecclesia y Te Deum así como diversas piezas para solistas. En 1977 fue elegido miembro correspondiente de la Academia de Bellas Artes de Baviera. Murió en Morges el 16 de marzo de 1995 a los 85 años. 

## Influencias
Tras las huellas de su maestro Carl Orff y de Arthur Honegger, él estaba en contra de la corriente de un determinado avant-gardismo. Apasionado por las matemáticas, creía en los números simbólicos como el número áureo y así lo ha utilizado en su música. Se puede calificar Sutermeister como compositor neoclásico porque quería que la música sea accesible por cualquier persona de cualquier horizonte, que sean músicos o no. 

## Obras
| Año     | Obra | Tipo de obra               |
| ------- | --- | -------------------------- |
|         | Max und Moritz, ballet según Wilhelm Busch.                                                                                                   | Ballet                     |
| 1936    | Die schwarze Spinne, ópera radiofónica ("Funkoper") según Jeremias Gotthelf.                                                                  | Ópera radiofónica          |
| 1940    | Romeo und Julia, ópera según William Shakespeare.                                                                                             | Ópera                      |
| 1942    | Die Zauberinsel, ópera según Shakespeare. | Ópera                      |
| 1943    | 1. Klavierkonzert, concierto para piano. | Concierto para piano       |
| 1946    | Niobe, monodrama. | Monodrama                  |
| 1946    | Capriccio, para clarinete solo. |                            |
| 1948    | Raskolnikoff, ópera según Fedor Dostoievski.                                                                                                  | Ópera                      |
| 1948    | Die Alpen: Fantasie über Schweizer Volkslieder.                                                                                               |                            |
| 1951    | Der rote Stiefel, ópera. | Ópera                      |
| 1953    | 2. Klavierkonzert, concierto para piano | Concierto para piano       |
| 1953    | Missa da Requiem. |                            |
| 1954-55 | 1. Cellokonzert, concierto para violonchelo.                                                                                                  | Concierto para violonchelo |
| 1958    | Titus Feuerfuchs oder Die Liebe, Tücke und Perücke, ópera.                                                                                    | Ópera                      |
| 1959    | Seraphine oder Die stumme Apothekerin, ópera bufa baseado en un texto de François Rabelais.                                                   | Ópera bufa                 |
| 1961-62 | 3. Klavierkonzert, concierto para piano | concierto para piano       |
| 1962-63 | Das Gespenst von Canterville, "juegos con música" para la televisión, baseado en Oscar Wilde.                                                 |                            |
| 1965    | Poème funèbre - En mémoire de Paul Hindemith pour orchestre à cordes, "poema funeral" en memoria de Paul Hindemith, para orquesta de cuerdas. |                            |
| 1965-66 | Omnia ad unum, cantata. | Cantata                    |
| 1967    | Madame Bovary, ópera baseada en la obra de Gustave Flaubert.                                                                                  | Ópera                      |
| 1971    | 2. Cellokonzert, concierto para violonchelo.                                                                                                  | Concierto para violonchelo |
| 1975    | Te deum. |                            |
| 1975-76 | Klarinettenkonzert, concierto para clarinete                                                                                                  | Concierto para clarinete   |
| 1979    | Consolatio philosophiae, "scène dramatique".                                                                                                  |                            |
| 1985    | Le Roi Bérenger. "El Rey Berenger", ópera baseada en la obra de Eugene Ionesco.                                                               | Ópera                      |